# Прасат Сикхорапхум
Прасат Сикхорапхум (на тайски: ปราสาทศีขรภูมิ) е храм в град Сикхорапхум, Източен Тайланд.
Построен е през 12 век в класически кхмерски стил от камбоджанския владетел Суряварман II. Първоначално храмът е индуистки, но от 16 век се използва от будистите. Състои се от няколко кули, на централната от които са запазени барелефни изображения на индуистки божества - Шива, Брахма, Ганеша, Вишну, Парвати.